# Mr. Potato Head
Mr. Potato Head es un juguete para niños. Consiste en una figura de plástico con forma de papa o patata, que puede ser adornada con numerosas piezas de plástico insertables para formar una cara, como un bigote, sombrero, nariz y otros complementos. 
El fabricante del producto es la empresa juguetera Hasbro, que comenzó a venderlo en 1952 como una serie de complementos para decorar vegetales auténticos como las papas. En 1964 se introdujo un cuerpo de plástico con forma de patata, y con el paso de los años se han añadido otros personajes, la versión femenina Mrs. Potato Head, complementos y accesorios. Su popularidad se ha incrementado desde los años 1990 a raíz de su aparición en la saga cinematográfica Toy Story.
Hasbro actualizó la marca en 2021, eliminando el honorífico en el nombre y comercializando el juguete simplemente como Potato Head, al tiempo que conserva los personajes individuales de Mr. y Mrs. Potato Head.

## Historia

### Idea original
Mr. Potato fue inventado en 1949 por George Lerner, un fabricante de juguetes de Brooklyn que ideó una serie de complementos y piezas pequeñas de plástico para decorar papas y vegetales de verdad. Aunque trató de vender su producto a otras empresas a partir de 1949, los recuerdos del racionamiento durante la Segunda Guerra Mundial provocaron que su idea fuera mal vista por algunas compañías. Finalmente, Lerner convenció a un fabricante de cereales de desayuno, que distribuiría las piezas como premios en los paquetes. El inventor consiguió 5000 dólares por la cesión.
Sin embargo, Lerner mostró su idea en 1951 a dos empresarios textiles, los hermanos Henry and Merrill Hassenfeld, que pusieron en marcha una empresa de juguetes conocida como Hassenfeld Bros. (actual Hasbro). Lerner pagó 2.000 dólares a los fabricantes de cereales para que detuvieran la producción del juguete, y pagó otros 5000 dólares para recuperar los derechos sobre su producto. Los hermanos Hassenfeld le ofrecieron un adelanto de 500 dólares y una regalía del 5% por cada juguete vendido. En 1952, Hasbro comenzó la producción de Mr. Potato Head.

### Comercialización
Mr. Potato Head se puso a la venta el 1 de mayo de 1952, al precio de 0,98 dólares. El juguete era una serie de piezas plásticas para decorar hortalizas y vegetales que incluía manos, pies, orejas, dos bocas, dos pares de ojos, cuatro narices, tres sombreros, gafas, una pipa, y ocho piezas que simulaban vello facial. En ese tiempo no existía un cuerpo de plástico, de modo que se usaban papas y vegetales de verdad. Hasbro realizó una fuerte inversión publicitaria, y convirtió a Mr. Potato Head en el primer juguete que se anunció en televisión.
En su primer año se vendieron un millón de unidades de Mr. Potato Head, y Hasbro ingresó cuatro millones de dólares. Tras su éxito se lanzaron nuevos personajes como su mujer Mrs. Potato, sus hijos Brother Spud y Sister Yam, y complementos como coches y mascotas. En 1964 Hasbro lanzó un cuerpo de plástico con forma de papa, sobre el que se pondrían las piezas de plástico sin usar una papa de verdad. Además, se lanzaron otros personajes como una naranja (Oscar the Orange) o un pepino (Kooky the Cucumber) entre otras frutas y verduras, aunque éstos dejaron de comercializarse a principios de los años 1970.
En 1975, Hasbro dobló el tamaño del cuerpo de plástico de la papa y sus complementos, para cumplir con las normativas de seguridad sobre los juguetes en Estados Unidos. La compañía aprovechó para rediseñar el producto, que enfocó al público preescolar e infantil. Además sustituyó los agujeros por listones planos para que los niños pusieran las piezas de plástico sin errores, aunque al poco tiempo reintrodujeron los agujeros para que los niños pudieran equivocarse al poner las piezas; ya que esto hacia el juguete más divertido. A petición de una asociación contra el cáncer, Hasbro retiró la pipa de sus complementos en 1987.
La popularidad del juguete creció a mediados de los años 1990, cuando Mr. Potato Head fue uno de los personajes de la película animada Toy Story. Posteriormente apareció en las tres secuelas (Toy Story 2, Toy Story 3 y Toy Story 4) junto a Mrs. Potato. En el año 2000 Mr. Potato Head fue elegido miembro del National Toy Hall of Fame en Rochester (Nueva York). Hasbro lanzó en los siguientes años complementos para coleccionistas, con versiones del juguete basados en licencias de series y películas. De este modo, se han lanzado versiones de Mr. Potato Head ambientadas en Star Wars, Spider-Man, Indiana Jones y Iron Man entre otros. 
El 25 de febrero de 2021 Hasbro Games decidió modificar el nombre de la marca "Mr. Potato Head" a simplemente "Potato Head" para que fuera más incluyente y se pudiera jugar con estos sin distinción de género.

## Personaje enToy Story
Mr. Potato Head ("Señor Cara de Papa" en Hispanoamérica; "Sr. Patata" en España) se convirtió en uno de los personajes importantes de la franquicia de Toy Story, siendo uno de los mejores amigos de Woody, Buzz Lightyear y el resto de los juguetes principales. Es un juguete con acento de Brooklyn basado en el juguete de Hasbro y Playskool del mismo nombre. En el discurso de la historia original de Toy Story, tenía en gran medida la misma personalidad que la película final, y su cinismo también se destacaba por su comentario sobre la posibilidad de que Buzz cayera a la calle (después de que Woody empujó a Buzz por la ventana, deliberadamente en esta versión) que "¡Buzz no va a Pizza Planet ahora!" También se demostró que estaba muy a la defensiva con sus compañeros juguetes, como lo demuestra cuando le dijo a Woody, después de que este último insultó brutalmente a Slinky y amenazó con tirarlo de la cama por no estar dispuesto a obedecerlo, que él también podría deshacerse de él, con Hamm y Rex uniéndose.

### Personalidad
Mr. Potato Head es un muñeco bastante cínico, del diseño común de Playskool. Andy a menudo lo presenta como un villano en sus juegos, lo que parece ser la razón de su comportamiento cínico e irritable. A pesar de que es sarcástico, cínico, grosero (principalmente con Woody al principio) y tiene un punto de vista mordaz, en el fondo tiene un buen corazón; ama a su esposa, la Sra. Potato Head, y está preparado para llegar a extremos ilimitados para salvar a sus amigos. En la segunda película, cuando Woody fue secuestrado, mostró algo de conmoción y luego mostró algo de tristeza cuando Woody se negó a volver a casa. El Sr. Potato Head parece ser socio de Hamm, ya que se los ve chocando los cinco cada vez que sucede algo emocionante o victorioso.
A pesar de tener más actitud en Toy Story, se vuelve mucho más amigable después de la llegada de la Sra. Potato Head.